# Panamasso
Panamasso est une commune rurale du département de Bobo-Dioulasso de la province du Houet dans la région du Hauts-Bassins au Burkina Faso.

## Géographie
Panamasso est située dans le 2e arrondissement du département de Bobo-Dioulasso, à 25 km du centre de Bobo-Dioulasso.

## Histoire
En 2012, la commune de Panamasso est scindée à la suite de l'autonomie administrative de Moukoma, érigée en commune propre.

## Éducation et santé
La commune de Panamasso accueille un centre de santé et de promotion sociale (CSPS).